# 巡者系列
《巡者系列》（俄語：Вселенная «Дозоров»；中國大陸稱作《守夜人系列》）是由哈薩克裔俄羅斯籍作家謝爾蓋·盧基揚年科（俄語：Сергей Лукьяненко）所創作的奇幻小說系列作品，是部以俄國為主要場景、以善惡對立為主要架構的奇幻作品，但故事中善惡之間的界線卻不如一般人印象中分明。全系列小說共六冊，其中《日巡者》由另一位俄羅斯作家瓦西．里耶夫參與協力寫作，而里耶夫也有以巡者系列的世界觀為基礎創作了一本小說。

## 故事背景
這個世界是一個黑暗與光明既對立又共存的世界，一場千年前的大會戰讓雙方傷亡慘重，因此雙方協議簽訂了和平條約，訂定白天與夜晚各為光明與黑暗的活動區，雙方不得越界滋事，各組巡邏隊維持秩序。
光明跟黑暗勢力的代表，分別為光明界的「夜巡隊」和黑暗界的「日巡隊」，而不管是夜巡隊或日巡隊都不為一般人所知，因為他們是超凡人，是超越人類的特殊族群，而故事的劇情就沿著夜巡隊和日巡隊之間的恩怨情仇展開。
另外作者以科幻的架構表達本身對社會的觀感及想法，由《幽巡者》中提及的超凡人的法力來源中可以得知，還有第四集《終巡者》的結局也有對現今社會的看法的表現。

## 主要人物

### 光明一方
安東·戈羅捷茨基（Антон Городецкий）
夜巡隊的普通巫師，原在隊上擔任程式設計師工作。為蓋瑟啟蒙並成為其弟子，本來是二級巫師，《芙阿蘭》事件後升為高級巫師。
《巡者》系列的主角。在之後巡者系列的各部小說中，大部分時候亦以其視角敘事。
斯薇塔·娜札洛娃（Светлана Назарова）
高級巫醫，安東的妻子。
由於對夜巡隊的作法失望而退隊，目前在家擔任全職主婦。
鮑里斯·伊格納契維奇（Борис Игнатьевич）
在超凡人之間被稱作蓋瑟（Гесер）。
夜巡隊莫斯科分部老大，曾參與「大和約」的簽訂，光明一方的大巫師之一。
奧莉佳（Ольга）
高級巫師，蓋瑟的妻子。由於誘導十月革命而被判處以貓頭鷹的身姿渡過餘生。
用「命運的粉筆（Мел Судьбы）」改寫了娜吉婭的命運。
娜吉婭·戈羅捷茨卡雅（Надя Городецкая）
是傳說中與梅林同層級的「無極巫師」，是安東與斯薇塔的女兒，其強大天賦來源大多是因為命運粉筆的影響。
凱沙·托爾科夫（Кеша）
年輕的高級先知，比娜吉婭小一歲。在無意之中預言了「娜吉婭將殺死幽界」，引起了《新巡者》的事件。
日後轉到了娜吉婭的學校，並與其相戀。
阿麗娜（Арина）
首席女巫，高級超凡人。前代與當代的六巡者。對世界的進程充滿抱負，主導俄羅斯共產化的社會實驗。
曾經是黑暗一方，因為「終巡者」的事件而變換陣營。
曾經先後參加《芙阿蘭》「終巡者」「六巡者」的事件。
持有能在世界上任何地點開啟任意門的珍貴法具「米諾斯氣圈（Минойская Сфера）」。
伊格爾·切普洛夫（Игорь Теплов）
夜巡隊莫斯科分部成員，三級巫師。
被蓋瑟選定為「無極巫師」娜吉婭的導師，卻被薩武龍精心設計，與日巡隊的女巫阿莉莎殉情。兩人即使在幽界也相伴。

### 黑暗一方
薩武龍（Завулон）
日巡隊莫斯科分部老大，黑暗一方的大巫師之一。
做事心狠手辣，把一切的部下都視為棋子，為了擊敗夜巡隊不遺餘力。
科斯加·薩武什金（Костя Саушкин）
安東的鄰居，從小夢想成為太空人，日後加入日巡隊並成為高級吸血鬼。
是日巡隊的新星，歐洲最年輕的高級吸血鬼，擁有生物學學位跟對吸血鬼體質的豐富研究成果。使用十二種不同血型跟身體狀態的捐血人血液調配出薩武什金雞尾酒，能讓吸血鬼在一人不殺的狀況下晉級為高級吸血鬼。在法器影響下，成為近代第一位「無極巫師」。
甘納金·薩武什金（Геннадий Саушкин）
安東的鄰居，科斯加的父親，四級吸血鬼。
為了替死去的兒子復仇而殺了四十九人，晉升為高級吸血鬼。「終巡者」的一員。
阿莉莎·東妮可娃（Алиса Донникова）
日巡隊老大薩武龍的情人，《日巡者》一書其中一個故事的主角。第四級女巫。
被薩武龍作為摧毀「無極巫師」娜吉婭的導師伊格爾的武器，派遣去少先隊夏令營區「阿爾捷克」，導致了兩人的殉情。

### 大審判法庭
維捷斯拉夫·格魯賓（Витезслав Грубин）
捷克人，高級吸血鬼，是最有聲望的大審判官。
在《芙阿蘭》事件中死於科斯加之手。
艾德加（Эдгар）
前日巡隊莫斯科分部成員，愛沙尼亞人，一級超凡人。在《日巡者》相關事件後脫離日巡隊而成為大審判官成員。
在「終巡者」中被《芙阿蘭》升級為高級超凡人。

### 其他
維塔利·羅戈札(Виталий Рогоза)
鏡子巫師，為了平衡過於懸殊的莫斯科光明/黑暗勢力差距而被幽界選中成為鏡子。
作為鏡子，吸乾了高級巫醫斯薇塔的魔力以讓勢力回歸平衡，在完成工作後消失在幽界中。
葉格爾·馬爾提諾夫(Егор)
具有非凡魔法潛力的小孩，在《夜巡者》中為安東從一名吸血鬼手中所拯救，在電影中他是安東所生的小孩，但是在小說裡面並不是。
鏡子巫師的候補。在得知自己具有超凡人潛能後，拒絕成為光明或黑暗一方，長大後成為了一名街頭藝人。
老虎(Тигр)
幽界的化身，擁有人性。為了阻止先知們說出預言而四處奔走擔任劊子手。

## 系列作品
| 名稱     | 名稱         | 名稱     | 名稱     | 備                |
| 中文標題 | 中文標題     | 俄文標題 | 英文標題 | 備                |
| 正式標題 | 中國大陸標題 | 俄文標題 | 英文標題 | 備                |
| 夜巡者   | 守夜人       |          |          |                   |
| 日巡者   | 守日人       |          |          | 與瓦西·里耶夫合著 |
| 幽巡者   | 黃昏使者     |          |          |                   |
| 終巡者   | 最後的守護人 |          |          |                   |
| 新巡者   | 新守護人     |          |          |                   |
| 六巡者   |              |          |          |                   |

除了以上六部系列作品外，有參與《日巡者》寫作的瓦西．里耶夫也有基於巡者系列世界觀創作了一本小說。
- （面對黑帕爾米拉,尚未出版其他語言版本）

### 改編電影
- 《夜巡者（英语：Night Watch (2004 film)）》（2004）
- 《日巡者（英语：Day Watch (film)）》（2006）

### 電子遊戲
- 《夜巡者（英语：Night Watch (video game)）》（2005）
- 《日巡者（英语：Day Watch (video game)）》（2007）

## 外部連結
- 圓神書活網 - 巡者系列五書 （页面存档备份，存于）（繁體中文）